# Anapausis rohaceki
Anapausis rohaceki är en tvåvingeart som beskrevs av Martinovsky 1996. Anapausis rohaceki ingår i släktet Anapausis och familjen dyngmyggor.
Artens utbredningsområde är Slovakien. Inga underarter finns listade i Catalogue of Life.